# Atorvastatina
Atorvastatina (Lipitor, Pfizer) é um fármaco membro da classe de drogas conhecidas como estatinas, usadas para abaixar os níveis de colesterol no sangue. Ele também estabiliza a placa ateromatosa evitando AVCs.
A atorvastatina inibe a HMG-CoA redutase, uma enzima localizada no tecido hepático, que produz mevalonato, uma pequena molécula usada na síntese de colesterol e outros derivados do mevalonato. Isso reduz a quantidade de colesterol produzida, o que, por sua vez, reduz a quantidade total de colesterol LDL. A atorvastatina foi sintetizada pela primeira vez em 1985 por Bruce Roth, enquanto trabalhava na Lambert Company Parke-Davis Warner (atualmente Pfizer).

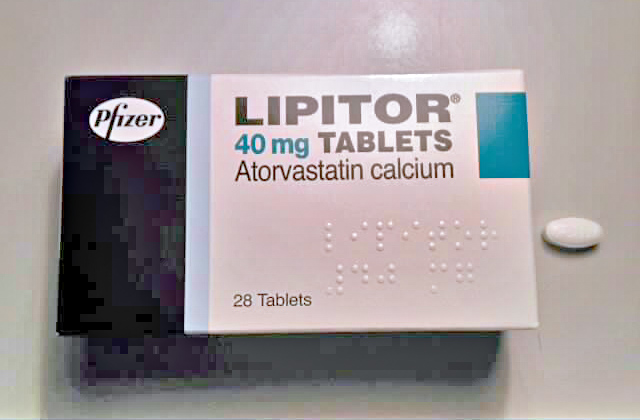
Caixa de Atorvastatina (Lipitor) 40mg

A atorvastatina é uma das muitas estatinas no mercado. Em 2008, com a venda de $ 12,4 bilhões, Lipitor foi a mais vendida marca farmacêutica do mundo. A proteção das patentes nos EUA está programada para expirar em junho de 2011.
 No entanto, a Pfizer fez um acordo com a Laboratórios Ranbaxy para atrasar o lançamento de genéricos nos Estados Unidos até novembro de 2011.
Em 2010 pesquisadores da Unicamp conseguiram produzir o fármaco de maneira mais eficiente, com redução dos custos.